# أوربان الرابع
البابا أوربان الرابع (باللاتينية: Urbanus IV) ـ (حوالي 1195 ـ 2 أكتوبر 1264) هو بابا الكنيسة الكاثوليكية في الفترة من 29 أغسطس 1261 إلى وفاته سنة 1264.
ولد أوربان الرابع في فرنسا باسم جاك بانتاليون (بالفرنسية: Jacques Pantaléon)‏، وكان أبوه إسكافيًا. كان أوربان الرابع من البابوات القلائل الذين صعدوا إلى كرسي البابوية دون أن يحملوا يومًا رتبة الكاردينال، ومن هؤلاء الحبران أوربان الخامس وأوربان السادس.